# 볼랜드
볼랜드 소프트웨어 코퍼레이션(영어: Borland Software Corporation)는 미국의 컴퓨터 소프트웨어 관련 기업이다.

## 역사

### 1980년대: 설립
3명의 덴마크인인 닐스 젠슨, 올레 헨리센, 몽고 골리는 1981년 8월에 기존 회사에서 사용하는 CP/M 운영체계를 위한 제품들을 개발하기 위해서 볼랜드 유한회사를 설립했다.

그러나 샌프란시스코의 CP/M-82 쇼에 출품한 이후 미국 시장에도 진입하게 되었다.
그들은 막 실리콘 밸리로 온 Philippe Kahn을 만났다. 그는 Micral의 핵심 개발자였다.
파트너십은 모든 부분에서 이익이 되었다. Philippe Kahn은 1983년에 들어와서 1995년 떠날 때까지, 내내 볼랜드의 Chairman, President, CEO였다. 볼랜드의 대주주는 Niels Jensen (250,000 주), Ole Henriksen (160,000), Mogens Glad (100,000), Philippe Kahn (80,000)였다.
볼랜드는 성공적으로 블록버스터 시리즈(Sidekick, Turbo Pascal, SuperKey, Lightning)를 발매했다. 모두 덴마크에서 개발된 것이다.
런던 IPO 자료에 따르면, 경영 팀은 다음과 같이 이뤄져 있었다:
- Philippe Kahn (President)
- Spencer Ozawa (VP of Operations)
- Marie Bourget (CFO)
- Spencer Leyton (VP of business development)

모든 소프트웨어 개발은 덴마크에서 이루어졌다. 후에 덴마크인 공동 설립자가 런던으로 이사하면서 런던에서도 개발이 되었다. 덴마크인들이 대주주로 있었을 당시에, 이사들은 Philippe Kahn, Tim Berry, John Nash, David Heller였다.
John Nash 와 David Heller의 영국인 이사의 도움으로, 볼랜드는 1986년에 런던의 Unlisted Securities Market (USM)에 진출하였다. Shroders가 가장 많이 투자한 은행가였다.
볼랜드는 매우 유명한 소프트웨어 개발 툴을 만들었다. 그 첫 번째 작품이 터보 파스칼이다. 아네르스 하일스베르가 컴파일러를 만들었다.
1984년에는 사이드킥을 발표했다. 시간관리 프로그램으로, 램상주 (TSR) 프로그램으로 매우 유명하다.
1985년 볼랜드는 Analytica를 인수해서 그들의 리플렉스(Reflex) 데이터베이스 제품을 확보했다.
Brad Silverberg가 이끄는 Analytica의 엔지니어링팀과 Analytica의 공동설립자인 Adam Bosworth은 볼랜드 미국지사 엔지니어링팀의 핵심이 되었다. Brad Silverberg은 그가 회사를 떠난 1990년대 초반까지 엔지니어링팀의 VP였다. 그 이후 마이크로소프트사의 Personal Systems division을 맡게 되었다. Adam Bosworth는 1990년에 마이크로소프트로 갈 때까지 Quattro Pro 프로젝트를 시작했고, 이를 이끌었다. 이후 마이크로소프트에서 맡아 진행 한 것이 바로 마이크로소프트 액세스 프로젝트이다.
1987년 볼랜드는 Wizard Systems를 인수하였다. Turbo C에 Wizard C 기술이 적용되었다.
Wizard C의 제작자 Bob Jarvis는 볼랜드의 직원이 되었다.
Turbo C는 1987년 5월 18일에 발매되었다. 첫 한 달 만에 약 10만 카피가 판매되었다.
1987년 8월 볼랜드는 Ansa-Software를 인수하였다. Borland Paradox (version 2.0) 데이터베이스 관리 도구를 개발한 곳이다. Ansa의 CEO인 Richard Schwartz는 볼랜드의 CTO가 되었다. Ben Rosen은 볼랜드의 이사가 되었다.
Quattro Pro 스프레드시트는 1989년에 발매되었다. 당시로서는 매우 주목할 만한 향상과 차트기능이 있었다. Jim Manzi이 이끄는 로터스 사는 볼랜드 사를 저작권 침해로 고소하였다.
소송은 볼랜드가 로터스의 폐쇄적인 접근법에 대응해서, 오픈 표준으로 향하는 계기가 되었다. 칸이 이끄는 볼랜드는 원칙을 발표하였다. 그들은 로터스의 법률적 견해에 대해 방어할 것이며, 프로그래머의 권리를 위해 싸울 것임을 천명했다. 6년 동안의 소송 끝에 미국 연방 대법원은 볼랜드의 손을 들어 주었다.
볼랜드는 "Borland no-nonsense 라이선스 약관"을 통해서, 소프트웨어 저작권 침해에 대한 실질적이고 창의적인 접근법으로 유명하다. 이것은 개발자와 사용자들이 그들의 제품들을 "마치 한권의 책과 같이" 사용할 수 있게 허락한다. 사용자는 단지 한번에 오직 하나의 제품만이 사용되고 있는 조건으로, 볼랜드 제품을 여러 번 복사해서 쓸 수 있다.

#### 90년대: 비상과 변화
1991년 9월 볼랜드는 Ashton-Tate를 매입하며 DBASE와 InterBase의 데이터베이스를 얻었다.

## 제품

### 현재 상품
지금의 제품이 포함하는 목록
- CaliberRM
- Caliber DefineIT
- Gauntlet
- StarTeam
- Tempo
- Borland Together for Eclipse
- SilkTest
- SilkPerformer
- SilkCentral Test Manager
- 비지브로커
- AppServer
- 볼랜드 엔터프라이즈 스튜디오 C++, Mobile, Java용
- 볼랜드 엔터프라이즈 서버

코드기어 브랜드로 판매되는 상품:
- 델파이
- 터보 델파이
- J빌더
- 인터베이스
- 델파이 for PHP
- C++빌더
- 터보 C++
- 터보 C 샤프

### 더 이상 판매되지 않는 옛 상품
프로그래밍 도구
- Brief
- 볼랜드 C++
- C++빌더X
- C샤프 빌더 (델파이에 포함되었음)
- 코드라이트
- 인트라빌더
- 카일릭스
- 오브젝트 비전
- 터보 어셈블러
- 터보 베이직 (지금의 파워베이직)
- 터보 C
- 터보 Debugger
- 터보 모듈라-2
- 터보 파스칼
- 터보 프로필러
- 터보 프롤로그 (지금의 비주얼 프롤로그)

유틸리티
- SideKick
- SideKick Plus
- SuperKey
- 터보 라이트닝

응용 프로그램
- Reflex
- dBase
- Paradox
- Quattro
- Quattro Pro
- Sprint

게임
- Turbo GameWorks
- Word Wizard (터보 라이트닝 필요)